# Folktronica

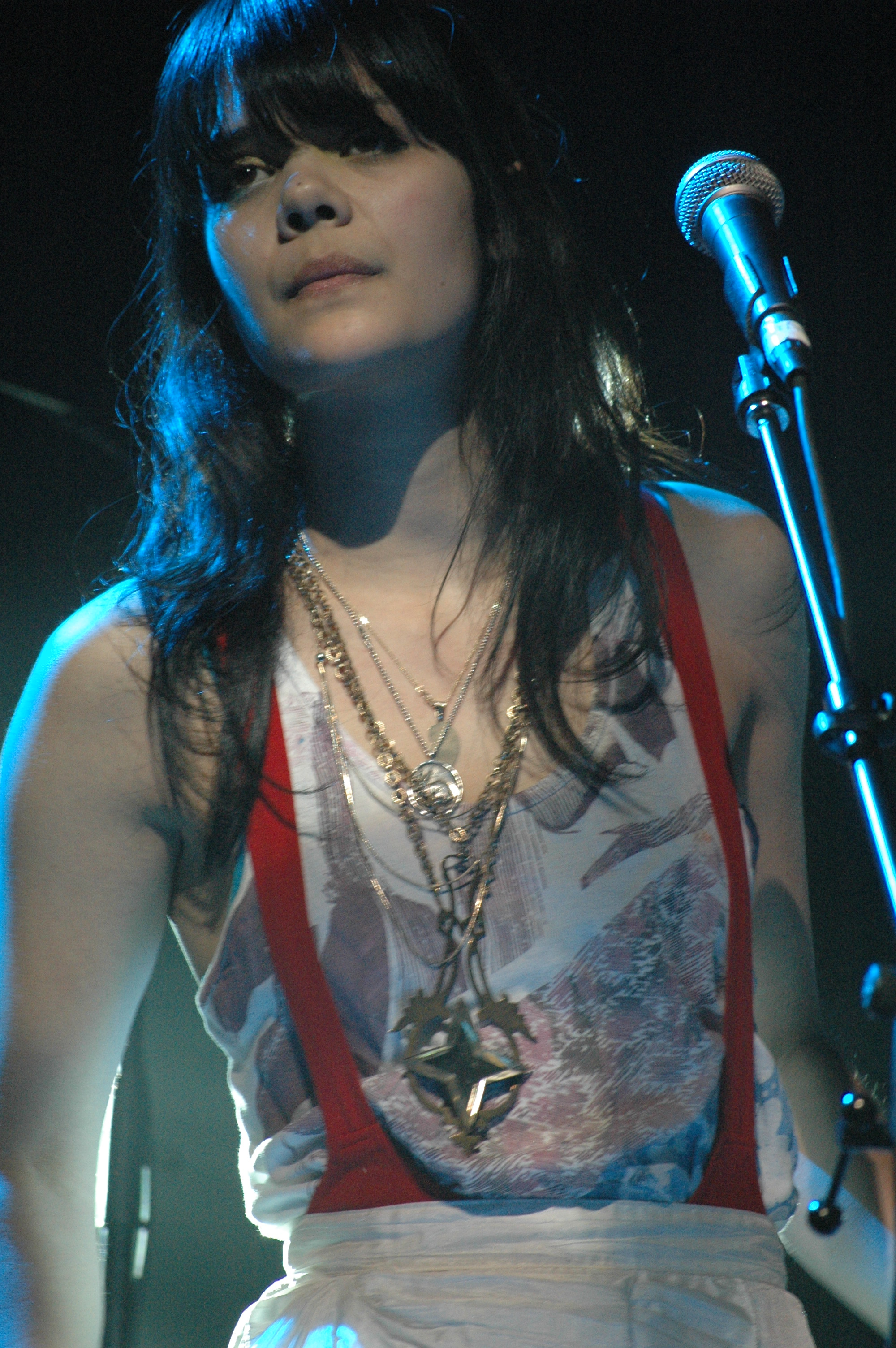
Natasha Khan (Bat for Lashes)

Folktronica, electrofolk, är en musikgenre som kombinerar olika element av folkmusik och electronica, ofta med samplingar av akustiska instrument—speciellt stränginstrument—och inslag av hiphop-rytmer. Datorer används som verktyg under inspelningsprocessen. Andra vanligt förekommande instrument inom genren är synthesizer, trummaskin, sequencer och keyboard.
Folktronica är en relativt ny genre som växte fram under 2000-talet i Storbritannien.

## Artister
| - Avicii - Adem - The Album Leaf - Animal Collective - Anomie Belle - Bad Lamps - Bat for Lashes - The Beta Band - Beth Orton - Bibio - The Books - Capitol K - Caribou (aka Manitoba) - Clue to Kalo - CocoRosie - Colleen - Cullen Miller - Dan Deacon - Detektivbyrån - Greg Davis - Department of Eagles - Josh Doyle - Empire of the Sun - Final Fantasy - William Fitzsimmons - Found - Wintergatan | - Four Tet - Fridge - Gravenhurst - Gilbert - Goldfrapp - Hazah - Ellie Goulding - The Green Hills of Earth - The High Llamas - High Places - Inch Chua - J Xaverre - Jakokoyak - Josh&Jamie - Kaki King - Ochre - David Kitt - Koushik - Laki Mera - Scott Lanaway - Little Glitches - Leafcutter John - Little Dragon - yOya - Lucky Dragons - Matmos - Mark Gladden - Melodium - Múm - Minotaur Shock - Monsdrum - Shugo Tokumaru - Talkdemonic | - Juana Molina - The Notwist - Nobukazu Takemura - William Harper - Paavoharju - Owen Pallett - Benoît Pioulard - The Prize Fighter Inferno - Psapp - Gepe - Radical Face - Silje Nes - Soiled - St. Vincent - State Shirt - Tape - Touchy Mob - Yann Tiersen - Tonolec - Tunng - Jeremy Warmsley - Ylid - Richard Youngs - Whitey - Patrick Wolf - Electric President - It's Jo and Danny - James Yuill - Valravn - Ivan Gavrilović - Zoon van snooK |